# ASV-Sportfest

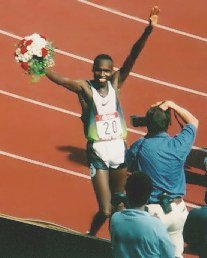
Wilson Kipketer nach seinem Weltrekord beim ASV-Sportfest 1997

Das Internationale Leichtathletik-Sportfest (kurz ASV-Sportfest, später Weltklasse in Köln) war eine Leichtathletikveranstaltung in Köln. Das Meeting wurde vom ASV Köln von 1934 bis 1999 im Müngersdorfer Stadion ausgerichtet.
Das Sportfest wurde erstmals 1934 ausgetragen. Die zweite Ausgabe fand 1936, dem Jahr der Olympischen Spiele in Berlin, mit mehreren Olympiasiegern statt. Nach dem Zweiten Weltkrieg richtete der ASV 1947 die Deutschen Leichtathletik-Meisterschaften aus, das erste Sportfest nach dem Krieg fand 1952 statt. Im Laufe der Zeit entwickelte es sich zum Weltklasse-Meeting, in den 1990er Jahren wurde allerdings die Finanzierung immer schwieriger. Mehrere Meetings schlossen sich zu einer Serie (1993 Golden Four, 1998 Golden League) zusammen, der Köln nicht angehörte, und zogen damit die Medien- und Sponsorenaufmerksamkeit auf sich. Als Folge konnte 1998 der 2,4-Millionen-D-Mark-Etat nicht mehr finanziert werden und das Sportfest fiel aus, obwohl noch im Jahr zuvor zwei Weltrekorde im Müngersdorfer Stadion aufgestellt worden waren. 1999 fand das Meeting dann zum 50. und letzten Mal statt. Drei Jahrzehnte war der ehemalige Weltklasse-Sprinter Manfred Germar Organisationsleiter.
Eine Neuauflage am früheren Ort wäre auch nicht mehr möglich, da das Stadion mittlerweile zu einem reinen Fußballstadion ohne Laufbahn und andere leichtathletische Anlagen umgebaut wurde.  
In Köln aufgestellte Weltrekorde:
| Datum           | Sportler                                                                      | Disziplin            | Leistung              |
| --------------- | ----------------------------------------------------------------------------- | -------------------- | --------------------- |
| 29. August 1958 | Deutschland (Manfred Steinbach, Martin Lauer, Heinz Fütterer, Manfred Germar) | 4-mal 100 Meter      | 39,5 s (Egalisierung) |
| 28. August 1983 | Pierre Quinon                                                                 | Stabhochsprung       | 5,82 m                |
| 28. August 1983 | Sydney Maree                                                                  | 1500 Meter           | 3:31,24 min           |
| 17. August 1986 | Jordanka Donkowa                                                              | 100 Meter Hürden     | 12,29 s               |
| 17. August 1986 | Jordanka Donkowa                                                              | 100 Meter Hürden     | 12,35 s               |
| 20. August 1989 | Saïd Aouita                                                                   | 3000 Meter           | 7:29,45 min           |
| 17. August 1992 | Moses Kiptanui                                                                | 3000 Meter           | 7:28,96 min           |
| 18. August 1995 | Daniela Bártová                                                               | Stabhochsprung       | 4,20 m                |
| 24. August 1997 | Bernard Barmasai                                                              | 3000 Meter Hindernis | 7:55,72 min           |
| 24. August 1997 | Wilson Kipketer                                                               | 800 Meter            | 1:41,11 min           |